# D
D är den fjärde bokstaven i det moderna latinska alfabetet.

## Betydelser

### Versalt D
- Programspråket D
- Länsbokstav för Södermanlands län.
- I det romerska talsystemet beteckning för talet 500.
- Symbol för talet 13 i det hexadecimala talsystemet.
- Tidigare förkortning för prefixet deka, dock ersatt av da.
- Nationalitetsbeteckning för motorfordon från Tyskland.
- Benämning på en typ av svenskt ellok, se D-lok.
- Inom bibliotekens klassifikationssystem SAB beteckning för filosofi och psykologi, se SAB:D.
- Kemiskt tecken för  isotopen deuterium.
- Benämning för derivata i Eulers beteckning (märk att D:et inte är kursiverad, i enlighet med svensk standard SS-ISO 31-11):
Förstaderivata: Dxf(x) = f′(x)
Andraderivata: Dx2f(x) = f″(x)
- Söndagsbokstav för normalår som börjar en torsdag

### Gement d
- Beteckning för måttenhetsprefixet deci ({\displaystyle 10^{-1}})
- Symbol för enheten dygn.
- Internationella fonetiska alfabetets symbol för tonande alveolar klusil.
- Används i Leibniz' beteckning för derivata då derivatan beräknas av en funktion av en variabel, samt i integraluttryck (märk att d:et inte är kursiverat, i enlighet med svensk standard SS-ISO 31-11)
Förstaderivata: {\displaystyle {\frac {\mathrm {d} y}{\mathrm {d} x}}}
Andraderivata: {\displaystyle {\frac {\mathrm {d} ^{2}y}{\mathrm {d} x^{2}}}}
Integral: {\displaystyle \int _{a}^{b}{f(x)\mathrm {d} x}}

### Runt d (∂)
Runt d benämns tecknet ∂, som är en variant av det gemena d:et. ∂ kan ses i äldre skrivstil, men ses numera användas inom matematiken för att beteckna partiell derivata:
{\displaystyle {\frac {\partial f}{\partial x}}}
Unicode-koden för ∂ är U+2202 (Partial Differtial) och dess LaTeX-kod är \partial ({\displaystyle \partial }).

## Historia
Till det latinska alfabetet kom bokstaven D från den grekiska bokstaven delta. Grekerna hade i sin tur fått sin bokstav från feniciernas "daleth", som allra först föreställde en fisk ("digg"), men sedan kom att föreställa en dörr (dalet).

## Datateknik
I Unicode har D samt förkomponerade bokstäver med D som bas och vissa andra varianter av D följande kodpunkter:
| Unicode | Gemen |                                            | Unicode | Versal |                                              | Används bl.a. i följande språk                               |
| ------- | ----- | ------------------------------------------ | ------- | ------ | -------------------------------------------- | ------------------------------------------------------------ |
| U+0064  | d     | LATIN SMALL LETTER D                       | U+0044  | D      | LATIN CAPITAL LETTER D                       | de flesta där latinskt alfabet används                       |
| U+1D48  | ᵈ     | MODIFIER LETTER SMALL D                    |         |        |                                              |                                                              |
| U+010F  | ď     | LATIN SMALL LETTER D WITH CARON            | U+010E  | Ď      | LATIN CAPITAL LETTER D WITH CARON            | tjeckiska, slovakiska                                        |
| U+1E0B  | ḋ     | LATIN SMALL LETTER D WITH DOT ABOVE        | U+1E0A  | Ḋ      | LATIN CAPITAL LETTER D WITH DOT ABOVE        |                                                              |
| U+1E11  | ḑ     | LATIN SMALL LETTER D WITH CEDILLA          | U+1E10  | Ḑ      | LATIN CAPITAL LETTER D WITH CEDILLA          | liviska                                                      |
| U+1E0D  | ḍ     | LATIN SMALL LETTER D WITH DOT BELOW        | U+1E0C  | Ḍ      | LATIN CAPITAL LETTER D WITH DOT BELOW        |                                                              |
| U+1E13  | ḓ     | LATIN SMALL LETTER D WITH CIRCUMFLEX BELOW | U+1E12  | Ḓ      | LATIN CAPITAL LETTER D WITH CIRCUMFLEX BELOW |                                                              |
| U+1E0F  | ḏ     | LATIN SMALL LETTER D WITH LINE BELOW       | U+1E0E  | Ḏ      | LATIN CAPITAL LETTER D WITH LINE BELOW       |                                                              |
| U+0111  | đ     | LATIN SMALL LETTER D WITH STROKE           | U+0110  | Đ      | LATIN CAPITAL LETTER D WITH STROKE           | bosniska, serbiska, samiska, kroatiska, latin, vietnamesiska |
| U+00F0  | ð     | LATIN SMALL LETTER ETH                     | U+00D0  | Ð      | LATIN CAPITAL LETTER ETH                     | isländska, färöiska                                          |
| U+20AB  | ₫     | DONG SIGN                                  |         |        |                                              | valutasymbol, dong                                           |
| U+2202  | ∂     | PARTIAL DIFFERENTIAL                       |         |        |                                              | matematisk symbol, partiell differentialekvation             |

I ASCII-baserade kodningar lagras D med värdet 0x44 (hexadecimalt) och d med värdet 0x64 (hexadecimalt). I EBCDIC-baserade kodningar lagras D med värdet 0xC4 (hexadecimalt) och d med värdet 0x84 (hexadecimalt). Övriga varianter av D lagras med olika värden beroende på vilken kodningsvariant som används, om de alls kan representeras.